# Śliwice (gromada w powiecie tucholskim)
Śliwice – dawna gromada, czyli najmniejsza jednostka podziału terytorialnego Polskiej Rzeczypospolitej Ludowej w latach 1954–1972.
Gromady, z gromadzkimi radami narodowymi (GRN) jako organami władzy najniższego stopnia na wsi, funkcjonowały od reformy reorganizującej administrację wiejską przeprowadzonej jesienią 1954 do momentu ich zniesienia z dniem 1 stycznia 1973, tym samym wypierając organizację gminną w latach 1954–1972.
Gromadę Śliwice z siedzibą GRN w Śliwicach utworzono – jako jedną z 8759 gromad na obszarze Polski – w powiecie tucholskim w woj. bydgoskim, na mocy uchwały nr 24/15 WRN w Bydgoszczy z dnia 5 października 1954. W skład jednostki weszły obszary dotychczasowych gromad Śliwice, Łoboda i Rosochatka ze zniesionej gminy Śliwice w tymże powiecie i województwie oraz obszary dotychczasowych gromad Brzeźno i Linówek (bez osiedla Zdrojno) ze zniesionej gminy Osieczna w powiecie starogardzkim w woj. gdańskim. Dla gromady ustalono 22 członków gromadzkiej rady narodowej.
1 stycznia 1959 do gromady Śliwice włączono obszary zniesionych gromad Lubocień i Śliwiczki w tymże powiecie.
31 grudnia 1961 do gromady Śliwice włączono obszar zniesionej gromady Lińsk w tymże powiecie.
Gromada przetrwała do końca 1972 roku, czyli do kolejnej reformy gminnej. 1 stycznia 1973 w powiecie tucholskim reaktywowano gminę Śliwice.